# Elvira’s Haunted Hills
Elvira’s Haunted Hills ist eine US-amerikanische Horrorkomödie aus dem Jahr 2001 und die Fortsetzung des Films Elvira – Herrscherin der Dunkelheit von 1988. Regie führte Sam Irvin.

## Handlung
Die Geschichte spielt im Jahr 1851 und beginnt mit Elvira und ihrer treuen Zofe Zou Zou, die auf dem Weg nach Paris sind, um dort in einer Varieté-Show aufzutreten. Als ihnen das Geld ausgeht, finden sie sich in den nebelverhangenen Karpaten wieder, wo sie durch eine Reihe von Zufällen im Schloss von Lord Vladimere Hellsubus landen.
Das Schloss birgt dunkle Geheimnisse: Lord Hellsubus ist ein exzentrischer Adliger, der von seiner verstorbenen Frau, Lady Elura, besessen ist, die Elvira unheimlich ähnelt. Bald entdeckt Elvira, dass das Schloss von Geistern heimgesucht wird und dass die Familie Hellsubus einer grausamen Vergangenheit ausgesetzt war.
Während ihres Aufenthalts begegnet sie einer Reihe exzentrischer Charaktere, darunter der mysteriöse Dr. Bradley Bradley, die kühle Lady Ema und der gequälte Bedienstete Adrian. Mit ihrem typischen Humor und ihrer Schlagfertigkeit navigiert sich Elvira durch eine Reihe von unheimlichen und slapstickartigen Ereignissen.
Als sie immer mehr über die dunklen Geheimnisse des Schlosses erfährt, erkennt sie, dass sie selbst in Gefahr ist. Lord Hellsubus glaubt, dass sie die Reinkarnation seiner verstorbenen Frau sei und dass ein altes Familienritual vollzogen werden muss. In einer dramatischen Wendung entdeckt Elvira einen Geheimgang, der zu einem verborgenen Raum führt, in dem Lady Elura bestattet wurde. Als der Wahnsinn von Lord Hellsubus seinen Höhepunkt erreicht, gelingt es Elvira, mit Zou Zou aus dem Schloss zu entkommen, während das Anwesen in sich zusammenstürzt.

## Produktion und Veröffentlichung
Elvira’s Haunted Hills wurde in Rumänien gedreht. Cassandra Peterson finanzierte den Film größtenteils selbst, da sie keine großen Studios für das Projekt gewinnen konnte.
Der Film feierte seine Premiere am 23. Juni 2001 auf der International Rocky Horror Fan Convention und startete am Wochenende des 5. Juli 2001 in den Laemmle Fairfax Cinemas in Los Angeles. Am 31. Oktober 2002 wurde er schließlich als Direct-to-Video veröffentlicht.

## Rezeption
„Horrorfilm-Parodie als Parforce-Ritt durchs Genre, die insbesondere Roger Corman und seinen Poe-Verfilmungen Referenz erweist. Die Hauptrolle der betont flapsigen Nummernrevue spielt die Fernsehmoderatorin Elvira (Cassandra Peterson), die mit Horrorfilmnächten Kultstatus erreichte.“